# Ödeshög (comuna)
Ödeshög (em sueco: Ödeshögs kommun) é uma comuna da Suécia localizada no condado de Gotalândia Oriental. Sua capital é a cidade de Ödeshög. Possui 434 quilômetros quadrados. Segundo o censo de 2018, havia 5 323 habitantes.